# Краснощоковська сільська рада
Краснощо́ковська сільська рада (рос. Краснощёковский сельский совет) — сільське поселення у складі Краснощоковського району Алтайського краю Росії.
Адміністративний центр — село Краснощоково.

## Населення
Населення — 4875 осіб (2019; 5442 в 2010, 6030 у 2002).

## Склад
До складу сільської ради входять:
| Населений пункт     | Населення, осіб (2002) | Населення, осіб (2010) |
| ------------------- | ---------------------- | ---------------------- |
| Мала Суєтка, селище | 196                    | 123                    |
| Краснощоково, село  | 5506                   | 5078                   |
| Семеновка, селище   | 147                    | 107                    |
| Чаришський, селище  | 181                    | 134                    |